# 阿斯珀尔希特
阿斯珀尔希特（法語：Haspelschiedt，法語發音：[aspəlʃit]；洛林法兰克语：Haschbelschitt）是法国摩泽尔省的一个市镇，属于萨尔格米讷区。

## 地理
阿斯珀尔希特（49°5'9"N, 7°29'8"E）面积25.2 平方千米，位于法国大東部大區摩泽尔省，该省份为法国东北部内陆省份，是洛林的一部分，西南接默尔特-摩泽尔省，东临下莱茵省，北与卢森堡和德国接壤。
与阿斯珀尔希特接壤的市镇（或旧市镇、城区）包括：比奇、布斯维莱尔、昂维莱尔、利德希特、罗普维莱尔。

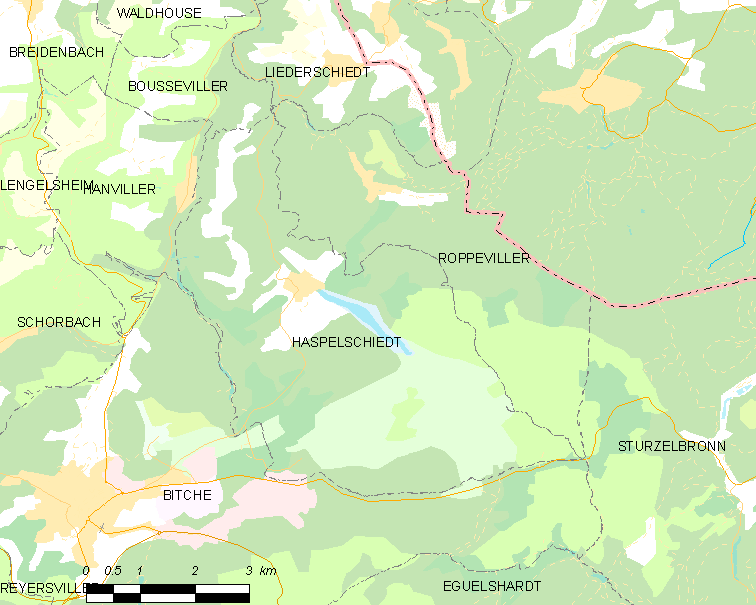
阿斯珀尔希特的OSM定位图

阿斯珀尔希特的时区为UTC+01:00、UTC+02:00（夏令时）。

## 行政
阿斯珀尔希特的邮政编码为57230，INSEE市镇编码为57301。

## 政治
阿斯珀尔希特所属的省级选区为比奇县。

## 人口

1962-2008年间阿斯珀尔希特人口变化图示

阿斯珀尔希特于2022年1月1日时的人口数量为292人。